# Aristida meraukensis
Aristida meraukensis är en gräsart som beskrevs av Johannes Jan Theodoor Henrard. Aristida meraukensis ingår i släktet Aristida och familjen gräs. Inga underarter finns listade i Catalogue of Life.